# フジパングループ本社
フジパングループ本社株式会社（フジパングループほんしゃ、英: FUJI BAKING GROUP CO., LTD. ）は、愛知県名古屋市瑞穂区に本社を置くフジパングループの持株会社。
2006年7月1日付で持株会社制に移行し、フジパン株式会社からフジパングループ本社株式会社へ商号変更、同日付で製造販売部門をフジパン株式会社（新法人）へ会社分割した。

## 沿革
- 1922年（大正11年）5月1日 - 金城軒として創業[4]。
- 1951年（昭和26年）2月6日 - 富士製パン株式会社を設立[4]。
- 1966年（昭和41年）3月 - 富士製パン株式会社がフジパン株式会社へ商号変更[4]。
- 1977年（昭和52年）4月 - アーノルドフジ株式会社を吸収合併[4]。
- 1988年（昭和63年）1月 - 株式会社日立フジを吸収合併[4]。
- 2006年（平成18年）7月 - 持株会社制に移行。会社分割によりフジパン株式会社を新設し「フジパングループ本社株式会社」に商号を変更[4]。
- 2008年（平成20年）7月1日 - 子会社の富士でりかぐるーぷ本社を吸収合併[4]。
- 2010年（平成22年）4月 - 株式会社東北フジパンを設立[4]。

## 歴代社長
フジパングループ本社社長
1. 安田智彦：2006年 - 2009年
2. 三宅泰徳：2009年 - 2011年
3. 安田智彦：2011年 -

## グループ会社
出典

### ホールセール部門
- フジパン株式会社
- 株式会社東北フジパン（宮城県岩沼市）
- 株式会社中国フジパン
- 株式会社九州フジパン
- タカラ食品株式会社（愛知県稲沢市）
- 株式会社イナベーカリー（埼玉県北足立郡伊奈町）
- 株式会社ナガイパン
- 株式会社エフベーカリーコーポレーション（愛知県春日井市）[9]

### リテイル部門
- フジパンストアー株式会社（愛知県名古屋市瑞穂区）
- 北越フジパンストアー株式会社（福井県福井市）
- 九州フジパンストアー株式会社（福岡県糟屋郡新宮町）
- 株式会社ベーカリーシステム研究所（東京都千代田区）
- あけぼのパン株式会社 - 関東地方でベーカリーチェーンを展開。

### デリカテッセン部門
- 株式会社日本デリカフレッシュ - イオングループのスーパーやミニストップ向けの中食商品（弁当・惣菜）製造。
- 株式会社フジデリカ - ファミリーマート向けの中食商品製造。

### ロジスティックス部門
- 株式会社富士エコー（千葉県市川市）

### その他の事業
- 株式会社シルビア（愛知県丹羽郡大口町）[10]

### 過去のグループ会社
- 日本デリカーナ - 1989年7月、大阪府枚方市に設立（現：日本デリカフレッシュ大阪工場）[11]。
- 株式会社マドレーヌ - 1991年1月、愛知県あま市に設立（現：日本デリカフレッシュ名古屋工場）[11]。
- 日本フーズデリカ - 1993年11月、愛知県名古屋市瑞穂区に設立。サークルK向けの中食商品製造。2017年1月1日付でフジパングループ本社へ吸収合併され解散[12]。
- 富士でりかぐるーぷ本社 - 2002年、愛知県名古屋市瑞穂区に設立。グループ内のデリカテッセン部門をまとめて上場させるため設立した中間持株会社だったが、方針変更で上場断念したため、2008年7月1日付でフジパングループ本社へ吸収合併[4]。

## その他の関連会社
- 株式会社ロバパン - 業務提携
- エフアイ株式会社 - フジパングループの保険代理店業務